# Ischaemum lisboae
Ischaemum lisboae är en gräsart som beskrevs av Joseph Dalton Hooker. Ischaemum lisboae ingår i släktet Ischaemum och familjen gräs. Inga underarter finns listade i Catalogue of Life.